# Челябинская областная клиническая больница
Челя́бинская областна́я клини́ческая больни́ца (ЧОКБ) — крупное многопрофильное медицинское учреждение, оказывающее консультативную, диагностическую, высокотехнологическую помощь, жителям Челябинской области, и в некоторых случаях города Челябинска.
В состав больницы входит консультативная поликлиника для жителей территорий Челябинской области, диагностический центр, 9 отделений терапевтического профиля, 15 отделений хирургического профиля. Также на базе больницы развёрнуто отделение диализа, где больные с территорий области могут получить необходимую медицинскую помощь.

## История
Первый и единственный на то время корпус на 300 коек был сдан в эксплуатацию 17 октября 1938 года. В октябре 1941 года в Челябинск был эвакуирован Киевский медицинский институт, и ЧОКБ послужила одной из основных клинических баз для его студентов и преподавателей.
В 1944 году при возвращении из эвакуации Киевского медицинского института был выделен Челябинский медицинский институт, часть студентов и преподавателей осталась в Челябинске, и областная больница продолжала оставаться основной клинической базой данного вуза.
После окончания войны развитие больницы продолжилось, было построено здание консультативной поликлиники, хирургические и терапевтические корпуса, диагностический центр. Создана вспомогательная инфраструктура, построена ТЭЦ.
В настоящее время[когда?] работает круглосуточный стационар на 1040 коек, за год консультативной поликлиникой обслуживается около 200 тысяч человек. Выездная поликлиника осуществляет плановые осмотры пациентов в районах и их отбор для лечения в ЧОКБ. Диагностический центр оснащён всем необходимым оборудованием, соответствующим существующим медицинским стандартам. Так, в частности, на оснащении диагностического центра находятся 2 магнитно-резонансных томографа, и 3 128-срезовых и 1 320-срезовый аппарат КТ. И ОФЭКТ-КТ..
Главный врач с 2013 года по настоящее время — Альтман Давид Шурович (Дмитрий Александрович)
Хирургическая служба выполняет более 26 тысяч вмешательств ежегодно, в том числе по программе ВМП (высокотехнологичной медицинской помощи), в том числе операции по протезированию суставов, слухоулучшающие операции, трансплантацию донорских органов (печени, сердца, почек). В 2012 году на базе больницы создан Травмцентр 1 уровня для оказания помощи пациентам, пострадавшим в ДТП на федеральной трассе М5. 23.12.2020 открыта вертолётная площадка для санитарной авиации, куда вертолёты МЧС доставляют больных из труднодоступных районов.
Региональный сосудистый центр ЧОКБ оказывает помощь пациентам с ОКС и ОНМК. А также занимается круглосуточным дистанционным мониторингом пациентов в районных стационарах.
В 2020 году освоена и успешно осуществляется пересадка стволовых клеток пациентам онкогематологического отделения.
В 2021—22 годах открыты после полной реконструкции и оснащены всем хирургическим и анестезиологическим оборудованием экспертного класса 2 оперблока на 17 столов, что позволило увеличить количество операции с 19 тысяч до 26 тысяч в год.
На территории больницы имеется собственное кафе для сотрудников, совмещенное с пищеблоком.
В 2018 году в больнице открыт Музей истории медицины Челябинской области.
С 2018 года на телеканале ОТВ выходит в эфир еженедельная рубрика «Медгородок», которая создается силами пресс-службы ЧОКБ.
С 2018 года в больнице существует вокальная группа ВИТА.

## Известные врачи
- Курносенко, Владимир Владимирович (1947—2012) — советский и российский писатель, хирург, врач. Хирург Челябинской областной клинической больницы в 1971—1979 гг.